# Roger Birnbaum
Roger Birnbaum (Teaneck, 14 novembre 1950) è un produttore cinematografico e produttore televisivo statunitense che possiede la società Spyglass Entertainment ed è stato co-CEO e co-presidente di Metro Goldwyn Mayer.

## Biografia
I suoi due più grandi successi di box office come produttore sono stati Colpo grosso al drago rosso - Rush Hour 2 e The Tourist che hanno incassato 347 325 802 e 278 346 189 dollari americani rispettivamente nei box office internazionali.

## Filmografia parziale

### Produttore
- Sacco a pelo a tre piazze (The Sure Thing), regia di Rob Reiner (1985)
- Who's That Girl, regia di James Foley (1987)
- Powder - Un incontro straordinario con un altro essere (Powder), regia di Victor Salva (1995)
- Pecos Bill - Una leggenda per amico (Tall Tale: The Unbelievable Adventures of Pecos Bill), regia di Jeremiah S. Chechik (1995)
- Un amore tutto suo (While You Were Sleeping), regia di Jon Turteltaub (1995)
- Washington Square - L'ereditiera (Washington Square), regia di Agnieszka Holland (1997)
- Soldato Jane (G.I. Jane), regia di Ridley Scott (1997)
- Uno sbirro tuttofare (Metro), regia di Thomas Carter (1997)
- Sei giorni sette notti (Six Days Seven Nights), regia di Ivan Reitman (1998)
- Rush Hour - Due mine vaganti (Rush Hour), regia di Brett Ratner (1998)
- Pallottole cinesi (Shanghai Noon), regia di Tom Dey (2000)
- Colpo grosso al drago rosso - Rush Hour 2 (Rush Hour 2), regia di Brett Ratner (2001)
- Il regno del fuoco (Reign of Fire), regia di Rob Bowman (2002)
- 2 cavalieri a Londra (Shanghai Knights), regia di David Dobkin (2003)
- La regola del sospetto (The Recruit), regia di Roger Donaldson (2003)
- Perfect Score (The Perfect Score), regia di Brian Robbins (2004)
- The Legend of Zorro, regia di Martin Campbell (2005)
- Un'impresa da Dio (Evan Almighty), regia di Tom Shadyac (2007)
- Rush Hour 3 - Missione Parigi (Rush Hour 3), regia di Brett Ratner (2007)
- 27 volte in bianco (27 Dresses), regia di Anne Fletcher (2008)
- Flash of Genius, regia di Marc Abraham (2008)
- Tutti insieme inevitabilmente (Four Christmases), regia di Seth Gordon (2008)
- The Tourist, regia di Florian Henckel von Donnersmarck (2010)
- La memoria del cuore (The Vow), regia di Michael Sucsy (2012)
- RoboCop, regia di José Padilha (2014)
- I magnifici 7 (The Magnificent Seven), regia di Antoine Fuqua (2016)
- Il giustiziere della notte - Death Wish (Death Wish), regia di Eli Roth (2018)
- Attenti a quelle due (The Hustle), regia di Chris Addison (2019)
- Thanksgiving, regia di Eli Roth (2023)
- Absolution, regia di Hans Petter Moland (2024)

### Produttore esecutivo
- Prima e dopo (Before and After), regia di Barbet Schroeder (1996)
- Angeli alla meta (Angels in the Endzone), regia di Gary Nadeau (1997) - Film TV
- Una settimana da Dio (Bruce Almighty), regia di Tom Shadyac (2003)
- Wanted - Scegli il tuo destino (Wanted), regia di Timur Bekmambetov (2008)
- Rovine (The Ruins), regia di Carter Smith (2008)
- Ghost Town, regia di David Koepp (2008)
- E venne il giorno (The Happening), regia di M. Night Shyamalan (2008)
- G.I. Joe - La nascita dei Cobra (G.I. Joe: The Rise of Cobra), regia di Stephen Sommers (2009)
- Amici, amanti e... (No Strings Attached), regia di Ivan Reitman (2011)
- G.I. Joe - La vendetta (G.I. Joe: Retaliation), regia di Jon Chu (2013)
- Glass, regia di M. Night Shyamalan (2019)